# Vívás az 1904. évi nyári olimpiai játékokon
Az 1904. évi nyári olimpiai játékokon a vívásban öt versenyszámban avattak olimpiai bajnokot. Csapatversenyt csak tőrvívásban, egyéni versenyt viszont mindhárom fegyvernemben tartottak, továbbá ez volt az egyetlen olimpia, ahol botvívás is szerepelt a programban. A versenyeken csak férfi sportolók vehettek részt. Az olimpián magyar vívók nem szerepeltek, miután a hadügyminisztérium a biztos esélyes Békessy Béla és Mészáros Ervin kiutazását – más fontos elfoglaltságukra hivatkozva, feltételezhetően valójában politikai okokból – nem engedélyezte.

## Éremtáblázat
(A hazai csapat eltérő háttérszínnel, az egyes számoszlopok legmagasabb értéke vagy értékei vastagítással kiemelve.)
| Az 1904. évi nyári olimpiai játékok éremtáblázata vívásban | Az 1904. évi nyári olimpiai játékok éremtáblázata vívásban | Az 1904. évi nyári olimpiai játékok éremtáblázata vívásban | Az 1904. évi nyári olimpiai játékok éremtáblázata vívásban | Az 1904. évi nyári olimpiai játékok éremtáblázata vívásban | Olimpia  |
| ---------------------------------------------------------- | ---------------------------------------------------------- | ---------------------------------------------------------- | ---------------------------------------------------------- | ---------------------------------------------------------- | -------- |
|                                                            | Ország                                                     | Arany                                                      | Ezüst                                                      | Bronz                                                      | Összesen |
| 1.                                                         | Kuba (CUB)                                                 | 3                                                          | 0                                                          | 0                                                          | 3        |
| 2.                                                         | Egyesült Államok (USA)                                     | 1                                                          | 5                                                          | 4                                                          | 10       |
| 3.                                                         | Nemzetközi Csapat (ZZX)                                    | 1                                                          | 0                                                          | 0                                                          | 1        |
|                                                            |                                                            |                                                            |                                                            |                                                            |          |
| Összesen                                                   | Összesen                                                   | 5                                                          | 5                                                          | 4                                                          | 14       |

## Érmesek
| Az 1904. évi nyári olimpiai játékok érmesei vívásban |                                                                                               |                                                                          |                                                |
| Versenyszám                                          | Arany                                                                                         | Ezüst                                                                    | Bronz                                          |
| tőr, egyéni                                          | Ramón Fonst · Kuba (CUB)                                                                      | Albertson Van Zo Post · Egyesült Államok (USA)                           | Charles Tatham · Egyesült Államok (USA)        |
| kard, egyéni                                         | Manuel Díaz · Kuba (CUB)                                                                      | William Grebe · Egyesült Államok (USA)                                   | Albertson Van Zo Post · Egyesült Államok (USA) |
| párbajtőr, egyéni                                    | Ramón Fonst · Kuba (CUB)                                                                      | Charles Tatham · Egyesült Államok (USA)                                  | Albertson Van Zo Post · Egyesült Államok (USA) |
| botvívás, egyéni                                     | Albertson Van Zo Post · Egyesült Államok (USA)                                                | William Scott O’Connor · Egyesült Államok (USA)                          | William Grebe · Egyesült Államok (USA)         |
| tőr, csapat                                          | Nemzetközi Csapat (ZZX) · Ramón Fonst (CUB) · Albertson Van Zo Post (USA) · Manuel Díaz (CUB) | Egyesült Államok (USA) · Charles Tatham · Fitzhugh Townsend · Arthur Fox | Nem adták ki                                   |